# Raszplowate
Raszplowate, skwatowate, aniołowate (Squatinidae) – rodzina morskich ryb chrzęstnoszkieletowych z rzędu raszplokształtych (Squatiniformes).

## Zasięg występowania
Występują na całym świecie w obrębie szelfu kontynentalnego na głębokościach do 1300 m.

## Cechy charakterystyczne
Budowa charakterystyczna dla ryb prowadzących przydenny tryb życia, zagrzebujących się w piasku lub mule:
- silnie spłaszczone ciało z krótką, zaokrągloną głową
- szerokie płetwy piersiowe, dwie płetwy grzbietowe bez kolców, przesunięte w stronę ogona, brak płetwy odbytowej
- oczy i tryskawki położone w części grzbietowej
- jajożyworodne

Osiągają długość od 60 cm do 2 m. Odżywiają się mięczakami, stawonogami i małymi rybami. Niektóre gatunki są poławiane, co przy ich dość wolnym cyklu rozrodu może spowodować wyginięcie.

## Klasyfikacja
Do raszplowatych zaliczany jest jeden współcześnie występujący rodzaj:
- Squatina Duméril, 1805

Opisano również rodzaje wymarłe:
- Cretasquatina Maisey, Ehret & Denton, 2020
- Cretascyllium Müller & Diedrich, 1991